# Supercopa femenina de Francia
La Supercopa femenina de Francia (oficialmente "Trophée des Championnes", en español "Trofeo de Campeonas") es un encuentro anual de fútbol femenino de Francia, que enfrenta a los equipos ganadores de la Division 1 Féminine y de la Copa de Francia. Es el equivalente femenino de la Supercopa de Francia jugada desde 1995. 
En caso de que el equipo ganador de la liga y copa sea el mismo, el segundo lugar de la D1 jugará el encuentro.

## Finales
| Edición | Campeón                                 | Resultado                               | Subcampeón                              | Estadio                                 | Asistencia                              | Ref.                                    |
| ------- | --------------------------------------- | --------------------------------------- | --------------------------------------- | --------------------------------------- | --------------------------------------- | --------------------------------------- |
| 2019    | Olympique de Lyon                       | 1–1 (4–3 pen.)                          | Paris Saint-Germain                     | Stade du Roudourou, Guingamp            | 12.588                                  | [ 4 ] [ 5 ]                             |
| 2020    | Suspendidas por la Pandemia de COVID-19 | Suspendidas por la Pandemia de COVID-19 | Suspendidas por la Pandemia de COVID-19 | Suspendidas por la Pandemia de COVID-19 | Suspendidas por la Pandemia de COVID-19 | Suspendidas por la Pandemia de COVID-19 |
| 2021    | Suspendidas por la Pandemia de COVID-19 | Suspendidas por la Pandemia de COVID-19 | Suspendidas por la Pandemia de COVID-19 | Suspendidas por la Pandemia de COVID-19 | Suspendidas por la Pandemia de COVID-19 | Suspendidas por la Pandemia de COVID-19 |
| 2022    | Olympique de Lyon                       | 1-0                                     | Paris Saint-Germain                     | Stade Marcel-Tribut, Dunkerque          | 4.472                                   | [ 6 ]                                   |
| 2023    | Olympique de Lyon                       | 2-0                                     | Paris Saint-Germain                     | Stade de l'Aube, Troyes                 | 5.283                                   | [ 7 ]                                   |

## Palmarés por equipo
| Club                      | Campeonatos      | Subcampeonatos   |
| ------------------------- | ---------------- | ---------------- |
| Olympique de Lyon (3/0)   | 2019, 2022, 2023 |                  |
| París Saint-Germain (0/3) |                  | 2019, 2022, 2023 |